# 施米滕
施米滕是德国黑森州的一个市镇。总面积35.50平方公里，总人口8793人，其中男性4401人，女性4392人（2011年12月31日），人口密度248人/平方公里。

## 友好城市
- 法國 穆兰拉马什